# Andrei Pleșu
Andrei Gabriel Pleșu (Bukarest, 1948. augusztus 23.) román filozófus, művészettörténész, publicista és politikus. Constantin Noica egyik tanítványa. A kilencvenes évektől kezdve a román értelmiség egyik vezéregyénisége, a politikában is több funkciót töltött be.

## Életpályája
A román Művészettörténeti Intézet kutatójaként Gabriel Liiceanuval együtt részt vesz Constantin Noica szebenjuharosi (păltiniși) szemináriumain. 1982-ben ő is áldozatul esik az értelmiséget ért támadásoknak, megfosztják a publikálási lehetőségtől, és Tescani-ba „száműzik”. 1991–1997 között vallástörténetet tanít a Bukaresti Egyetemen. 
1993-ban megalapítja a Dilema című kulturális hetilapot, 1994-ben pesig az Új Európa Kollégiumot. Több akadémia is a tagjává választja, számos díjjal tüntetik ki, így a budapesti Európa Intézet egyik Corvinus-díjazottja Göncz Árpád mellett. Sikeres író, a Minima moralia (1988), a Tescani napló (1993), az Angyalok (Despre îngeri, 2003) és a Comèdii la porţile Orientului (Heccek Kelet kapujában) című könyvei több kiadást és fordítást is megérnek, a Madarak nyelve 1994-ben az év könyve, az Angyalok 2004-ben az év sikere díjat nyerik el.
Politikai szerepeket is vállal, 1989 decemberétől 1991 októberéig Románia kultúrminisztere (ekkor köt barátságot Horváth Andorral, aki több munkáját is lefordítja), 1997–1999 között külügyminiszter, később külügyekkel megbízott államtitkár. Diplomáciai szerepvállalását úgy értelmezi, mint közvetítést kelet és nyugat között, elvontabb síkon ennek a közvetítésnek a szimbóluma az angyal, az emberi és a transzcendentális között közvetítő diplomata. Kisebb politikai szerepeket a kétezres években is vállal, bár korai meggyőződése, miszerint az értelmiségi lét és a politikum kizárja egymást, egyre inkább érvényre jut.

## Magyarul megjelent művei
- Madarak nyelve (Minima moralia és Limba păsărilor), ford. Horváth Andor, Pécs, Jelenkor, 2000
- Tescani napló (Jurnalul de la Tescani), ford. Horváth Andor, Kolozsvár, Koinónia, 2000 (Sermo)
- Robinson etikája. Az intervallum etikájának elemei; Kolozsvár, Tinivár, 2000
- Angyalok (Despre îngeri), ford. Székely Melinda, Koinónia, 2006
- Jézus példázatai. Az elmesélt igazság; ford. Visky S. Béla; Kolozsvár, Koinónia, 2019

## Fordítás
- Ez a szócikk részben vagy egészben  az   Andrei Pleșu című román Wikipédia-szócikk ezen változatának fordításán alapul.  Az eredeti cikk szerkesztőit annak laptörténete sorolja fel. Ez a jelzés csupán a megfogalmazás eredetét és a szerzői jogokat jelzi, nem szolgál a cikkben szereplő információk forrásmegjelöléseként.
- Ez a szócikk részben vagy egészben  az   Andrei Pleșu című német Wikipédia-szócikk ezen változatának fordításán alapul.  Az eredeti cikk szerkesztőit annak laptörténete sorolja fel. Ez a jelzés csupán a megfogalmazás eredetét és a szerzői jogokat jelzi, nem szolgál a cikkben szereplő információk forrásmegjelöléseként.